# 1936 a filmművészetben

## Események
- január 6. – az első Porky Pig rajzfilm
- február 9. – A London környéki Elstree-ben a filmtörténet addigi legsúlyosabb tűzesete során elpusztulnak a filmstúdiók.
- május – Korda Sándor megnyitja a hét nagy stúdióból álló filmvárost, ami akkor Európa legjobban felszerelt műtermeit tartalmazza.
- augusztus 4. – Berlinben a Szépségtapaszt, az első német színes filmet vetítik, Rolf Hansen rendezésében.
- augusztus 9. – Az USA-ban 15 378 mozi, Németországban 5253, Angliában 5000 működik. Az angol mozilátogatók száma hetente 20 millió, Németországban heti 6 millió. Az USA-ban 501 film készül, Nagy-Britanniában 222 nagyjátékfilm készül, Franciaországban 153, Németországban 111.
- szeptember 28. – A Marx testvérek közül Harpo Marx feleségül veszi Susan Fleming színésznőt.

## Sikerfilmek Észak-Amerikában
1. Red River Valley – rendező B. Reeves Eason

## Fesztiválok
Oscar-díj (március 5.)
- Film: Lázadás a Bountyn
- Rendező: John Ford – A besúgó
- Férfi főszereplő: Victor McLaglen – A besúgó
- Női főszereplő: Bette Davis – Veszélyes

Velencei Nemzetközi Filmfesztivál (augusztus 10–29.)
- Mussolini serleg: A fehér osztag
- Férfi főszereplő: Paui Muni
- Női főszereplő: Annabella – Veilla d'Armes

## Magyar filmek
- Az Aranyember – rendező Gaál Béla
- Café Moszkva – rendező Székely István
- Dunaparti randevú – rendező Székely István
- Ember a híd alatt – rendező Vajda László
- Forog az idegen –  rendező Pásztor Béla
- Havi 200 fix – Balogh Béla
- Hortobágy – rendező Hoellering George
- Három sárkány – rendező Vajda László
- Lovagias ügy – rendező Székely István
- Légy jó mindhalálig – rendező Székely István
- Mária nővér – rendező Gertler Viktor
- Méltóságos kisasszony – rendező Balogh Béla
- Nászút féláron – rendező Székely István
- Pogányok – rendező Martonffy Emil
- Pókháló – rendező Balázs Mária
- Sportszerelem – rendező Farkas Zoltán
- Szenzáció – rendező Székely István
- Sárga csikó – rendező Pásztor Béla
- Tisztelet a kivételnek – rendező Ráthonyi Ákos
- Tomi, a megfagyott gyermek – rendező Balogh Béla
- Zivatar Kemenespusztán – rendező György István
- Évforduló – rendező Gaál Béla

## Filmbemutatók
- After the Thin Man – főszereplő William Powell és Myrna Loy
- The Alamo – rendező Stuart Paton
- Anthony Adverse – főszereplő Fredric March
- The Bohemian Girl – főszereplő Stan Laurel és Oliver Hardy
- A kaméliás hölgy – főszereplő Greta Garbo
- Ceiling Zero – főszereplő James Cagney
- The Charge of the Light Brigade – főszereplő Errol Flynn
- Egymásnak születtünk – főszereplő Fred Astaire és Ginger Rogers
- Az élni vágyó asszony – főszereplő Walter Huston
- Follow the Fleet – főszereplő Fred Astaire és Ginger Rogers
- Fury – főszereplő Sylvia Sidney és Spencer Tracy
- The Man Who Could Work Miracles – főszereplő Roland Young és Ralph Richardson
- Mezei kirándulás – rendező Jean Renoir
- Mi lesz holnap? – H. G. Wells története alapján
- Modern idők – író, rendező és főszereplő Charlie Chaplin
- A nagy Ziegfeld – főszereplő William Powell, Myrna Loy és Luise Rainer
- Finom família – főszereplő William Powell és Carole Lombard
- The Petrified Forest – főszereplő Leslie Howard, Humphrey Bogart és Bette Davis
- Red River Valley- főszereplő Gene Autry
- Rómeó és Júlia – főszereplő Norma Shearer, Leslie Howard, John Barrymore és Basil Rathbone
- Szabotázs – rendező Alfred Hitchcock – főszereplő Sylvia Sidney és Oskar Homolka
- San Francisco – főszereplő Clark Gable és Jeanette MacDonald
- The Story of Louis Pasteur – főszereplő Paul Muni
- A Tale of Two Cities
- Titkos ügynök- rendező Alfred Hitchcock – főszereplő John Gielgud, Peter Lorre és Madeleine Carroll
- Vámonos con Pancho Villa – rendező Fernando de Fuentes
- Váratlan örökség – főszereplő Gary Cooper és Jean Arthur; rendező Frank Capra
- Szajna-parti szerelem (La belle équipe), – rendező Julien Duvivier
- Vágyak asszonya (La Porte du large) – rendező Marcel L’Herbier
- Mister Flow – rendező Robert Siodmak
- A láthatatlan sugár (The Invisible Ray) – főszereplő Lugosi Béla és Boris Karloff

## Rövid film sorozatok
- Buster Keaton (1917–1941)
- Our Gang (1922–1944)
- Laurel and Hardy (1926–1940)
- The Three Stooges (1935–1959)

## Rajzfilm sorozatok
- Krazy Kat (1925–1940)
- Oswald the Lucky Rabbit (1927–1938)
- Mickey egér (1928–1953)
- Silly Symphonies (1929–1939)
- Screen Songs (1929–1938)
- Looney Tunes (1930–1969)
- Terrytoons (1930–1964)
- Merrie Melodies (1931–1969)
- Scrappy (1931–1941)
- Betty Boop (1932–1939)
- Popeye, a tengerész (1933–1957)
- ComiColor Cartoons (1933–1936)
- Happy Harmonies (1934–1938)
- Color Rhapsodies (1934–1949)
- Rainbow Parades (1935–1936)
- Meany, Miny, and Moe (1936–1937)

## Születések
- január 10. – Mécs Károly magyar színész
- január 21. – Csurka László magyar színész († 2020)
- január 27. – Florin Piersic román színész
- február 11. – Burt Reynolds amerikai színész († 2014)

- február 14. – Sztankay István magyar színész († 2014)
- március 1. – Georgina Spelvin amerikai pornószínésznő
- április 8. – Klaus Löwitsch német színész († 2002)
- május 9. – Glenda Jackson angol színésznő, politikus
- augusztus 18. – Robert Redford amerikai színész
- december 15. – Joe D'Amato olasz filmrendező († 1999)
- december 25. – Ismail Merchant indiai producer († 2005)

## Halálozások
- január 9. – John Gilbert, amerikai színész
- október 17. – Suzanne Bianchetti, francia színésznő